# 正月事始め
正月事始め（しょうがつごとはじめ）とは、正月を迎える準備を始めること。

## 解説
正月事始めは旧暦12月13日、現在は新暦12月13日に行われる習わしである。昔はこの日に門松や雑煮を炊くための薪など、正月に必要な木を山へ取りに行く習慣があった。
江戸時代中期まで使われていた宣明暦では12月13日の二十七宿は必ず「鬼」になっており、鬼の日は婚礼以外は全てのことに吉とされているので、正月の年神様を迎えるのに良いとして、この日が選ばれた。その後の改暦で日付と二十七宿は同期しなくなったが、正月事始めの日付は12月13日のままとなった。
なお、『歳時故實大概』では2月8日を神代武甕槌命魔鬼制伏出陣の日として事始、12月8日を帰陣の日として事納とする説を紹介しており、12月8日を正月の事を取り賄い始める日、2月8日を正月の事を取り賄い納める日とするのを国俗としている。
また、江戸總鹿子新増大全 七巻「江都年中行事」、歳時故實大概「二月」、俳諧歳時記「二月」、近世事物考「初編」、用捨箱「上編」の各記事では正月の事始を12月8日、正月の事納を2月8日としている。
年年隨筆「六巻」には、江戸では12月8日を事始としており、尾張では12月13日を事始としている、との記事がある。
京都祇園では、芸妓や舞妓が芸事の師匠宅や茶屋を訪れ、あいさつをする習わしが続いている。

## 参考資料
- 歳時故實大概